# MP-40
MP-40 (нім. Maschinenpistole 40, досл. «пістолет-кулемет 40») — німецький пістолет-кулемет під штатний пістолетний набій «Парабелум», що був розроблений на початку Другої світової війни та перебував на озброєнні частин вермахту і широко використовувався іншими державами Осі. За роки війни він став наймасовішою автоматичною стрілецькою зброєю Німеччини.

Створений у 1938 році Генріхом Фольмером на основі пістолета-кулемета MP 38, він активно використовувався піхотинцями (зокрема, командирами взводів та відділень) та десантниками на Східному та Західному фронтах, а також екіпажами броньованих бойових машин. Його видатні та сучасні характеристики зробили його улюбленим видом зброї серед солдатів та популярним у країнах всього світу після війни. Його союзники часто називали «Шмайсером» на честь Гуго Шмайссера, який проектував MP-18, хоча він не брав участі в розробці та виробництві MP-40. Інші варіанти зброї включали MP 40/I і MP 41. З 1940 по 1945 рік, за оцінками, компанія «Ерма Верке» виготовила 1,1 мільйона пістолетів-кулеметів цього типу.

## Історія створення
Німецький пістолет-кулемет взірця 1940 р. калібру 9 мм під штатний пістолетний патрон «Парабелум» був основним видом зброї для ближнього бою німецької армії та стояв на озброєнні протягом Другої світової війни.
Після довгих дебатів з приводу доцільності присутності пістолет-кулеметів в системі озброєнь вермахту, Управління озброєнь видало у 1938 році замовлення фірмі «Ерфуртер Машиненфабрік» (ERMA) на розробку пістолет-кулемета, призначеного у першу чергу для озброєння екіпажів бронемашин, парашутистів та командного складу. Створений фірмою в тому ж році пістолет-кулемет отримав назву МР-38, без сумнівів, виявився великим кроком уперед у розвитку цього виду озброєнь. Усі покращення, що були внесені в модифікацію МР-38/40, увійшли в останній варіант нового пістолета-кулемета та з квітня 1940 року компанія «ERMA» почала випуск нової моделі МР-40.
Пістолети-кулемети МР-38 і МР-40, які дуже часто помилково називались «шмайсерами», були розроблені Генріхом Фольмером, видатним конструктором фірми «ERMA» в місті Ерфурт, і доктором Бертольдом Гайпелем, директором «ERMA». Моделі стали на озброєння вермахту в 1938 та 1940 році відповідно.

## Опис та характеристики
Пістолет-кулемет МР-40 мав загальну будову, аналогічну попереднім моделям МР-38 та МР-38/40, але мав ряд істотних відмінностей:

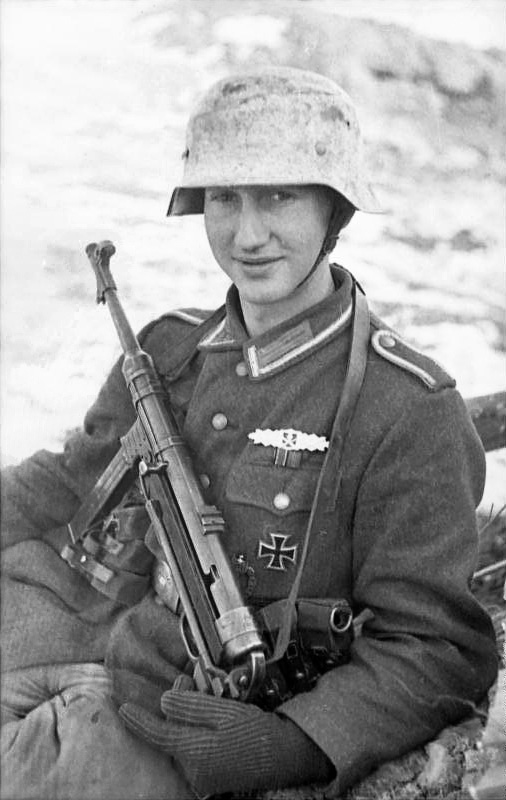
Німецький солдат з MP-40

- алюмінієвий корпус пістолетної рукоятки, що раніше потребував верстатної обробки, був замінений сталевим штампованим
- корпус затворної коробки позбувся фрезованих пазів та став гладким, з чотирма видавленими поздовжніми ребрами жорсткості, що одночасно слугували видаленню частинок бруду з робочої поверхні затвора
- корпус горловини магазина (гладкий у попередній модифікації) був посилений ребрами жорсткості
- середня напрямна телескопічної трубки поворотної пружини стала виготовлятись методом «витягування»
- були використані рукоятки, що (складались з двох частин) перезаряджання з фіксатором запобіжника, аналогічні затвердженим у модифікації МР-38/40
- опорна шина ствола з виступом (що використовувався як опора при стрільбі) виготовлялась штампуванням, спочатку з металу, у кінці війни — з пластмаси

Автоматична дія ПК MP-40, як і MP-38, основана на принципі віддачі вільного затвора. Замикання каналу ствола виконується масивним затвором, підпертим поворотною пружиною. Особливістю автоматики є наявність викоту вільного затвора — розбиття капсуля ударником відбувається дещо раніше того, як затвор досягне переднього положення. Разом з порівняно довгим ходом рухомих частин це дозволяє отримати невисокий темп стрільби (500—550 постр./хв.), що разом з наявністю пневматичного демпфера сприятливо позначається на влучності.
Ударний механізм ударникового типу, працює від поворотної пружини. Спусковий механізм дозволяє вести стрільбу лише чергами, однак завдяки низькому темпу стрільби досвідчені стрільці здатні вести вогонь й поодинокими пострілами.
Живлення ПК ведеться з прямого коробчатого магазина з шаховим розташуванням 32 патронів. Видалення гільзи із ствольної коробки пістолета-кулемета виконується розташованим в затворі викидачем та закріпленим в коробці нерухомим жорстким відбивачем. Викидання гільзи виконується праворуч та вгору.
Стійка прицілу має два візири: постійний розрахований на відстань 100 м, відкидний — на 200 м. Під час стрільби на дистанцію понад 200 метрів ефективність ураження набагато нижча. Крім того, через малу початкову швидкість кулі при веденні вогню на понад 200 метрів необхідне підвищення точки прицілу на 0,5 метра, що ускладнює попадання в ціль.
Для зручності використання ПК в спеціальних підрозділах армії (танкових, мотопіхотних тощо) він споряджений висувним металевим прикладом та спеціальною опорною шиною.
ПК MP-40 не має запобіжника, його роль виконує фігурний виріз у ствольній коробці, куди заводиться рукоятка затвора.
Заряджання пістолета-кулемета робилось в такій послідовності:
- у горловину магазина знизу вгору вставити наповнений набоями магазин до клацання заскочки),
- відвести за рукоятку перезарядження затвор в заднє положення до установки його на шептало. При цьому поворотна пружина стиснеться, перший патрон під тиском подавача підніметься та стане на лінію доправляння.

Пістолет-кулемет готовий для стрільби.
У бойових умовах створює незручність також відсутність у ствола захисного кожуха, тому для уникнення опіків при стрільбі солдатам доводиться користуватись рукавицями.

## МР-40 у Другій світовій війні

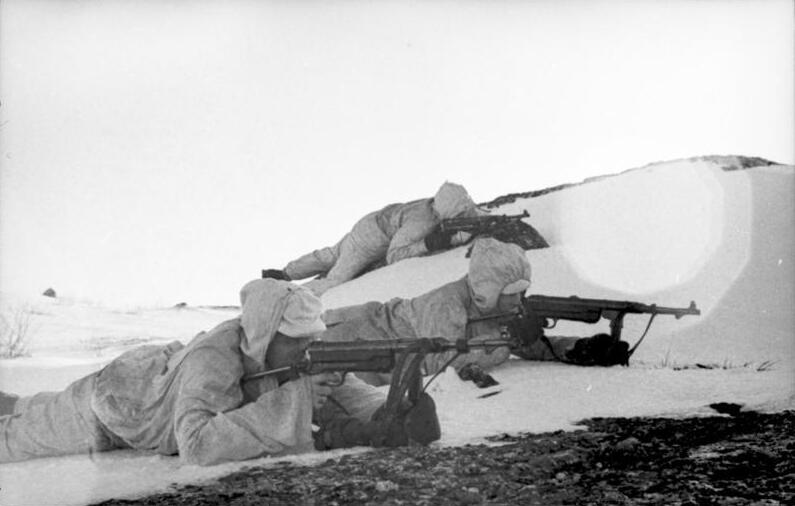
Солдати з MP-40 1943 рік

У 1940 році наказом Генерального штабу збройних сил пістолети-кулемети МР-40 були взяті на озброєння як особиста зброя піхоти, кавалеристів, водіїв транспортних засобів, екіпажів танків та бронемашин, офіцерів штабу. Одночасно наказом був введений стандартний бойовий комплект до МР-40: у підрозділах механізованих військ та у взводах розвідувальних бронемашин він становив 1536 набоїв Parabellum 9 мм на екіпаж. З них у автомобілі знаходилось 1024 набої, в легкій колоні 256 шт та у транспортній колоні дивізії — ще 256 шт. У інших підрозділах боєкомплект становив 768 набоїв на одиницю зброї та з 1942 року — 690 набоїв. З них безпосередньо у автоматника було 192 набої в шістьох магазинах, на візках бойового обозу — 320 набоїв, в легкій колоні — 128.
Великі втрати пістолетів-кулеметів МР-38 та МР-40 німецької армії на Східному фронті з 1943 по 1944 рік (за період з 1 вересня 1939 до 1 квітня 1943 року втрати на всіх фронтах склали 129800 одиниць пістолет-кулеметів з 1 квітня 1943 по 1 листопада 1943 року — 56800 одиниць, з 1 листопада 1943 по 1 жовтня 1944 року — 61509 одиниць), а також нестача у Німеччині стратегічних матеріалів, в тому числі легованої сталі, змусив конструкторів та технологів відійти від основного принципу німецького виробництва: «не кількістю, а якістю» — та перейти до масового виробництва низькоякісної продукції. Німецькі конструктори пішли шляхом спрощення пістолет-кулеметів: відмовилися від телескопічних напрямних трубок поворотної пружини, перейшли до виробництва ударників з металу нижчої якості, тощо. Ці зміни значно послабили експлуатаційні характеристики зброї.
Переваги МР-40 визнавали не лише самі німці, але й їхні супротивники. Так, наприклад, у 1943 році у звіті РСЧА, складеному за підсумками порівняльних випробувань пістолетів-кулеметів, щодо МР-40 сказано: «МР-40 за конструктивним оформленням значно відрізняєтеся від попередніх зразків та являє безсумнівний інтерес. У ньому широко використано штампування з тонкої листової сталі з рифленням та використанням накладок для забезпечення жорсткості конструкції. Використовується точкове зварювання. За купчастістю бою МР-40 рівноцінний зразку ППШ-41. Темп стрільби у 2,5 разу менший. Конструктивні та технологічні особливості МР-40 доцільно враховувати при розробці нових конструкцій пістолетів-кулеметів». Конструкції пістолетів-кулеметів МР-38 та МР-40 чималою мірою вплинули на нові розробки конструкцій радянських пістолетів Судаєва ППС-42 та ППС-43, а також на створення аналогічної зброї в багатьох інших країнах світу.

## Повоєнний час
По завершенню Другої світової війни MP-40 знайшов застосування в Палестині, де німецька трофейна зброя була використана Ізраїльською армією. До 1956 року MP-40 був офіційним пістолетом-кулеметом ізраїльських десантників. В Австрії, MP-40 та ППШ-41 стояли на озброєнні окремих підрозділів збройних сил.
Під час збройних конфліктів на Балканах, зокрема, в Косовській війні, було використано несподівано багато MP-40. Ця зброя дісталась партизанам Тіто в Косово від 21-ї гірської дивізії СС «Скандербег» та після запровадження сучасніших озброєнь була подарована Албанії.
В 2014 році під час боїв за Слов'янськ деякі бойовики "ДНР" використовували MP-40, отримані шляхом пограбування музеїв і військових складів, на яких зберігалась трофейна зброя Другої світової війни.
Під час російського вторгнення в Україну певна кількість MP-40 почала використовуватись як ЗСУ, так і проросійськими збройними формуваннями «ЛНР»/«ДНР».